# Репутин, Самойло Михайлович
Самойло Михайлович Репутин (1914—1945) — капитан Рабоче-крестьянской Красной Армии, участник Великой Отечественной войны, Герой Советского Союза (1943).

## Биография
Самойло Репутин родился в 1914 году в деревне Тачкал (ныне — Тюменский район Тюменской области). Окончил среднюю школу. В 1936 году Репутин был призван на службу в Рабоче-крестьянскую Красную Армию. В 1939 году он окончил курсы младших лейтенантов. С начала Великой Отечественной войны — на её фронтах.
К июлю 1943 года старший лейтенант Самойло Репутин командовал батареей 449-го истребительно-противотанкового артиллерийского полка 2-й истребительно-противотанковой артиллерийской бригады 13-й армии Центрального фронта. Отличился во время Курской битвы. 7 июля 1943 года батарея Репутина в бою к западу от посёлка Поныри Курской области уничтожила 15 танков противника. Оказавшись в окружении, Репутин, несмотря на ранение, организовал круговую оборону, продержавшись до подхода основных сил.
Указом Президиума Верховного Совета СССР от 7 августа 1943 года за «образцовое выполнение боевых заданий командования на фронте борьбы с немецкими захватчиками и проявленные при этом мужество и героизм» старший лейтенант Самойло Репутин был удостоен высокого звания Героя Советского Союза с вручением ордена Ленина и медали «Золотая Звезда» за номером 1716.
В январе 1945 года капитан Самойло Репутин получил тяжёлые ранения в боях за Восточную Пруссию. Скончался от ран 31 января 1945 года, был похоронен в братской могиле у станции Тегестен в Восточной Пруссии.
Был также награждён орденом Отечественной войны 1-й степени.